# Pagan Altar
Pagan Altar es un grupo inglés de heavy metal, surgido en Londres en 1978.

## Historia
La banda se formó en Brockley (Lewisham), en la zona sur londinense, por el cantante Terry Jones y su hijo Alan (guitarrista), surgiendo en el marco de la naciente escena NWOBHM.
Fueron los únicos dentro de dicha escena -junto a Witchfinder General - en practicar un estilo netamente influido por el temprano Black Sabbath, que sería luego denominado doom metal.
Sus conciertos se han caracterizado por una atmósfera sombría y épica, con cierto arsenal de efectos escénicos que hacen hincapié en lo oculto y lo esotérico.
Su única grabación publicada por aquellos años fue un demo homónimo, de 1982, que recién vería la luz en CD en 1998, titulado Volume 1.
La producción discográfica de Pagan Altar ha sido extremadamente exigua, teniendo en cuenta la veteranía del grupo: sólo tres álbumes, y un puñado de singles, más un EP, aunque cabe mencionar que la banda se mantuvo inactiva desde 1982 hasta 2004.
En 2015 falleció el cantante y miembro fundador Terry Jones, no obstante lo cual su hijo Alan decidió seguir adelante con el grupo.
En 2021 fue lanzado el álbum The Story of Pagan Altar, con material de archivo grabado entre 1976-2007.

## Discografía

### Álbumes
- Volume 1, edición en CD del primer demo de 1982 (1998)
- Lords of Hypocrisy (2004)
- Mythical and Magical (2006)
- The Room of Shadows (2017)
- The Story of Pagan Altar, material grabado entre 1976-2007 (2021)

### EP
- The Time Lord (2004, reeditado en 2012)

### Singles
- Pagan Altar - "Walking in the Dark" / Jex Thoth - "Stone Evil" (Split single, 2007)
- Pagan Altar - "Portrait of Dorian Gray" / Mirror of Deception - "Beltaine's Joy" (Split single, 2011)
- "Walking in the Dark / Narcissus" (2013)

### Demo
- Pagan Altar (1982)